# De Havilland DH.84 Dragon
Ne doit pas être confondu avec De Havilland DH.89 Dragon Rapide.
Dimensions
Le De Havilland DH.84 Dragon fut construit pour transporter des passagers entre l'Angleterre du Sud et Paris. Il fut le premier avion de ligne à atterrir dans les Highlands écossaises. Certains modèles étaient utilisés par la police dans les colonies britanniques.

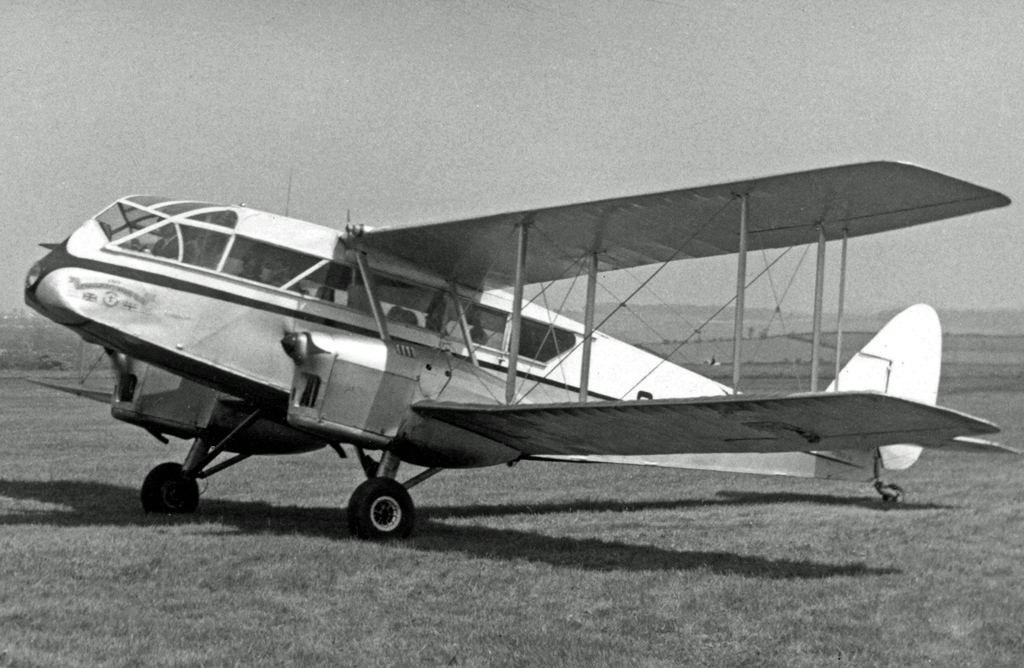
DH.84 Dragon (1956)

## Conception et production
À la suite du succès commercial de son monomoteur De Havilland Fox Moth, dont le premier vol datait de mars 1932, l'opérateur originel de l'avion (Hillman's Airways) demanda le développement d'une version bimoteur de plus grande taille. Il s'agit d'une conception simple et légère, avec un fuselage en contreplaqué, utilisant le même profil d'aile et le même type de moteur que le monomoteur. Sa désignation originale fut DH84 « Dragon Moth », mais il fut commercialisé en tant que « Dragon ». Le prototype pris l'air pour la première fois à l'Aérodrome de Stag Lane le 12 novembre 1932, et les quatre exemplaires suivants furent livrés à Hillman's Airways qui le mis en service commercial en avril 1933. Il pouvait transporter 6 passagers avec 20 kg de bagages chacun, sur la route Londres - Paris, avec une consommation de carburant de seulement 49l par heure.